# قوات الأمن الخاصة السعودية
قوات الأمن الخاصة أحد فروع قوى رئاسة امن الدولة والتي لها مهامها وأدوارها المنوطة بها كفرقة أمنية خاصة توكل لها مهام أمنية معينة. وبدأت هذه الفرقة كشرطة احتياطية ذات تقنية تدريبية عالية. وقبل أكثر من عقد من الزمن تحولت إلى قوة أمن خاصة سميت قوات الأمن الخاص. ولهذه القوات عدة مهام من أهمها حماية بعض السفارات السعودية في الخارج حيث أوكل شأن حمايتها إلى هذه القوات بعد أن كانت ضمن مهام الأمن العام. وفي الآونة الأخيرة تم تسليم حماية هذه السفارات إلى قوات الأمن الخاصة كمهمة إضافية لما تقوم به داخل المملكة. وتتبع هذه القوات وحدة المتفجرات التي من مهامها الكشف عن المتفجرات وإبطالها في المواقع المهمة مثل الوزارات والقصور ومقر إمارات المناطق. كما تتبع لهذه القوات وحدة أمن الشخصيات، ومن مهامها حماية الشخصيات من أمراء المناطق ومسؤولي وزارة الداخلية. ومن ضمن القوات الخاصة وحدة الاقتحام، وهي وحدة خاصة لا يلتحق بها سوى أبرز العناصر الأمنية من ضباط وأفراد. وأبرز ما قامت به هذه الوحدة تحرير الطائرة الروسية التي تم اختطافها من مطار إسطنبول في تركيا في الخامس عشر من شهر مارس (آذار) 2001، من قبل أربعة مسلحين شيشانيين، وعلى متنها 175 راكباً ووصلت إلى مطار الأمير محمد بن عبد العزيز في المدينة المنورة، حيث تم تحرير الرهائن من قبل وحدة الاقتحام، وتمت السيطرة على الطائرة خلال ثلاث دقائق فقط وسقط في عملية الاقتحام ثلاثة قتلى هم مضيفة وراكب قيل إنه تركي وأحد الخاطفين بينما استسلم الخاطفون الباقون عندما فاجأتهم وحدة الاقتحام بسرعة خاطفة. وقد قضت المضيفة برصاص أحد الخاطفين مما استدعى رجال وحدة الاقتحام التعامل مع الموقف بحزم وتم قتل الخاطف قبل أن يقتل رهينة أخرى. وكانت فرقة الاقتحام قد وصلت إلى المطار في تمام الساعة الحادية عشرة مساء وقامت بالتعرف على مداخل الطائرة ومخارج الطوارئ لتحديد الأماكن التي سيتم من خلالها الدخول إلى الطائرة. وفي اليوم التالي وفي تمام الساعة الثانية عشرة ظهراً وبعد فشل المحاولات لاقناع الخاطفين بتسليم الطائرة قامت وحدة الاقتحام باقتحام الطائرة وتخليص الرهائن. كما تتبع قوات الأمن الخاصة وحدة متخصصة في أمن الطائرات ومهمتها ضبط الأمن على متن الطائرات التي يتوقع أن تتعرض للاختطاف. ومن أبرز الحوادث في هذا الجانب السيطرة على خاطف الطائرة السعودية المتوجهة من الخرطوم إلى جدة بعد أن كان ينوي اختطافها بمسدس كان يحمله، إذ تمكن الفريق الأمني المرافق للرحلة من السيطرة عليه وتسليمه إلى قوات الأمن السودانية، واتضح فيما بعد أنه مواطن سعودي يُدعى عادل الفرج ولا ينتمي لأي تنظيم سياسي أو ديني وقد حصل على مساعدة من أمن المطار لإدخال المسدس إلى الطائرة. وعندما بدأت ملاحقة المطلوبين أمنياً لم تتم الاستعانة بقوات الأمن الخاصة إلا بعد ستة أشهر من بداية الحملة التي تشنها وزارة الداخلية لملاحقة هؤلاء المطلوبين.

## النشأة والتاريخ
تشكلت النواة الأولى لقوات الأمن الخاصة عام 1382هـ في شكل سرية ينحصر دورها في حراسة ولي العهد ـ آنذاك ـ الأمير فيصل بن عبد العزيز.
ـ وفي عام 1383هـ عززت هذه السرية بزيادة عدد أفرادها وسميت «قيادة حرس ولي العهد» وترتبط مباشرة بمدير الأمن العام.
وفي عام 1386هـ تغير المسمى إلى «سرية وزارة الداخلية»، حيث أصبحت مهمتها أكثر اتساعاً فشملت حراسة وزارة الداخلية ومنشآتها، وحماية بعض الشخصيات الهامة، ومساندة أجهزة الأمن الأخرى.
ـ وفي عام 1388هـ أعيد تنظيمها وتغيير مسماها إلى قوة «طوارئ وزارة الداخلية»
ـ وفي عام 1389هـ تغير مسماها إلى «قوة طوارئ المنطقة الوسطى» وفصلت عن الأمن العام، وضمت إلى المباحث العامة.
ـ وفي عام 1390هـ فصلت عن المباحث العامة، واعتمدت عضويتها في لجنة الضباط العليا، كما اعتمدت لها ميزانية خاصة.
ـ وفي عام 1391هـ استبدل مسماها إلى «قوة الأمن الخاصة»، وأسندت إليها أعمال ذات مجهود غير عادي.
ـ وفي عام 1398هـ اعتمد تغيير مسماها إلى «قــــــوات الأمــن الخاصــة»، ومساواة قائدها العام بالمديرين العامين في قطاعات قوى الأمن الداخلي، وإضافة عدد من التنظيمات الجديدة إلى مهامها وتشكيلاتها، واعتماد فروع لها بالمنطقة الغربية والمنطقة الشرقية.

## المهام
- القيام بالعمليات الخاصة والسريعة لحفظ الأمن الداخلي.
- مساندة قطاعات الأمن الأخرى.
- القيام بأي عملية أمنية تحدد من صاحب الصلاحية.
- حماية الشخصيات من أمراء المناطق ومسؤولي وزارة الداخلية
- إزالة المتفجرات وزرعها
- مكافحة الإرهاب
- أمن الطائرات
- أمن السفارات